# Edmond Apéti Kaolo
Edmond Apéti ou Apéti Kossivi Edmond (né en 1946 ou en 1947 à Tsévié et mort le 2 juillet 1972 à Lomé), surnommé Docteur Kaolo, est un footballeur togolais des années 1960 et 1970.

## Biographie
International togolais et attaquant de l'Étoile Filante de Lomé, il dispute la CAN 1972, la première du Togo, en étant le seul buteur togolais, avec 4 buts. Le Togo est éliminé au premier tour de la compétition. Il est par ailleurs finaliste de la Coupe des clubs champions africains 1968. 
Il meurt dans un accident de la circulation à Lomé : roulant sur sa mobylette, il veut éviter un aliéné mental mais en tombant de son engin, il est victime d’un traumatisme crânien. Il meurt avant d'atteindre l’hôpital, à l'âge de 25 ans.